# 國立成功大學南榕廣場命名爭議
22°59′46″N 120°13′10″E / 22.99620°N 120.21951°E

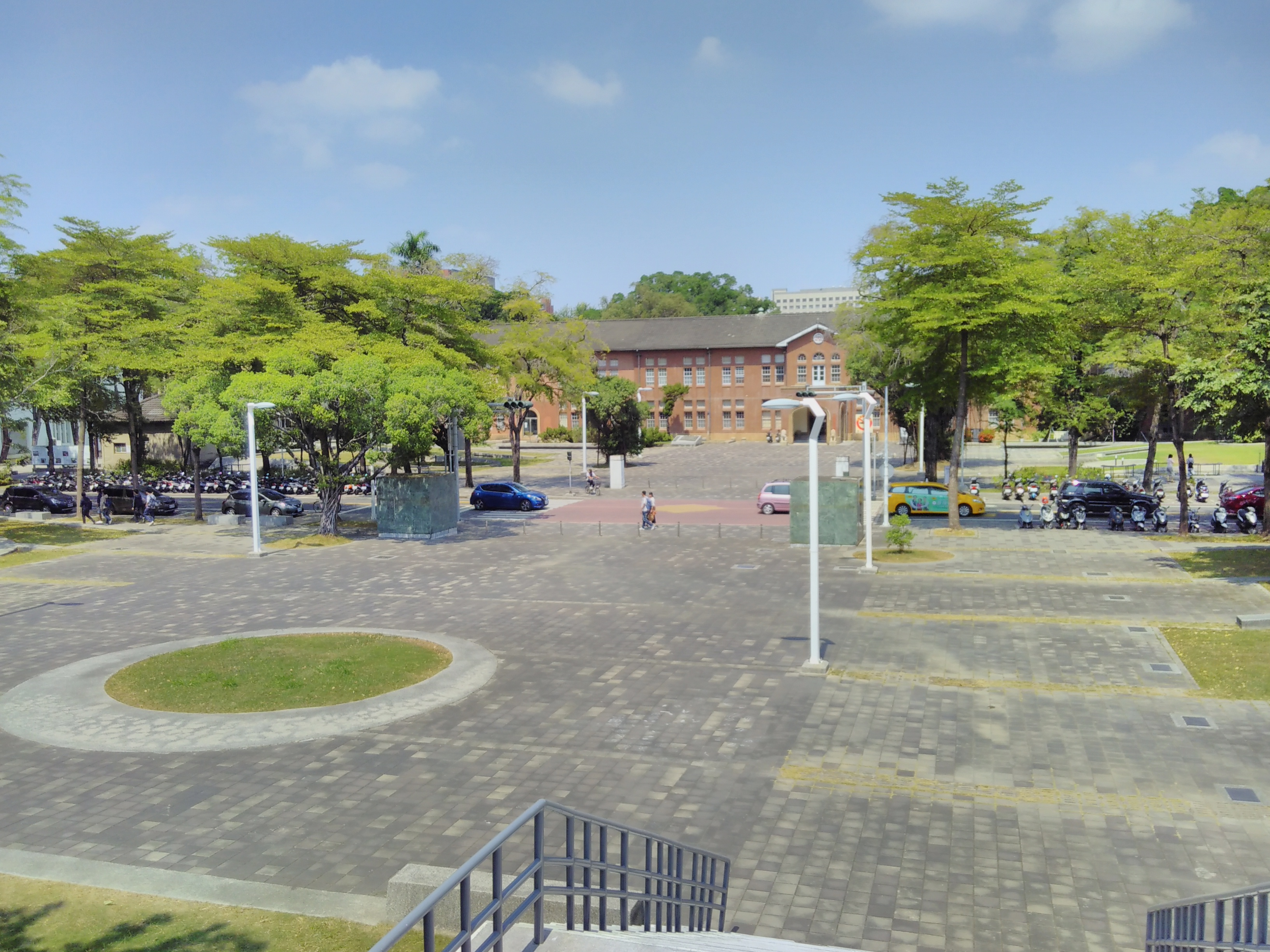
校方未命名為南榕廣場的該廣場，後方建築為成大博物館（原臺南高等工業學校本館）

國立成功大學南榕廣場命名爭議，2013年11月起發生於臺灣的新聞事件。位於臺南市的國立成功大學進行校園改建，將校本部成功、勝利兩校區之間圍牆拆除，拆除後的空地形成一個廣場，位於原臺南高等工業學校本館與成功大學舊總圖書館間。2013年11月，成功大學校方委由學生社團聯合會辦理徵求廣場名稱與公開網路投票，後由共約3000名師生投票選出「南榕廣場」作為名稱。但成功大學校方以這個名稱具政治意涵為理由，否決這個名稱。提案學生則認為校方不尊重民主程序。
此事引發校內與社會的討論，形成新聞事件。成功大學校務會議最終決定取消廣場命名。

## 命名理由
南榕廣場的名稱由成功大學法律系學生邱鈺萍提出，她表示，成大以榕樹為校園象徵，以南方的大榕樹作為命名的意向。此外，這個名稱也用來紀念成功大學校友、言論自由運動者鄭南榕。

## 事件經過
2013年11月25日至30日，進行為期一周的網路票選。初選選出「成勝廣場」、「羅望子廣場」、「南榕廣場」、「成風廣場」、「語同廣場」、「晨曦廣場」、「大城廣場」、「煦育廣場」、「洋楹城畔」、「博致廣場」等十組名稱，在進入投票程序後，成大校方另外提出「成功」、「大學」兩組廣場名字。投票結止時，全校師學生總投票人數為三千八百多人，其中971票支持南榕廣場，次高票為715票支持的成風廣場。投票結果送交校方時，成大主任秘書陳進成表示，此項命名活動雖是由校方委託，但沒有實際效力，否決這個名稱。此事引起支持的學生不滿，利用網路及臉書等發送訊息，發起連署抗議。
2013年12月25日，民進黨立法委員葉宜津質詢成大校長黃煌煇，黃表示將在校務會議討論廣場命名案。學生同意學校方可以按照程序，在校務會議中討論命名一事，但要求要有學生代表參與。
2014年1月6日，校長以電子郵件與學校網站致全校教職員工生一封信，重點有二：第一，校園空間命名作業要點已有明文規範，故仍須依循該要點之規定，辦理廣場命名決策之行政程序，方符合依法行政原則。第二，大學校園除應遵守依法行政原則外，更應恪遵政治中立與宗教中立原則，校內相關設施均應避免涉及政治性活動與特定政治意識形態，避免造成校園之不安定。

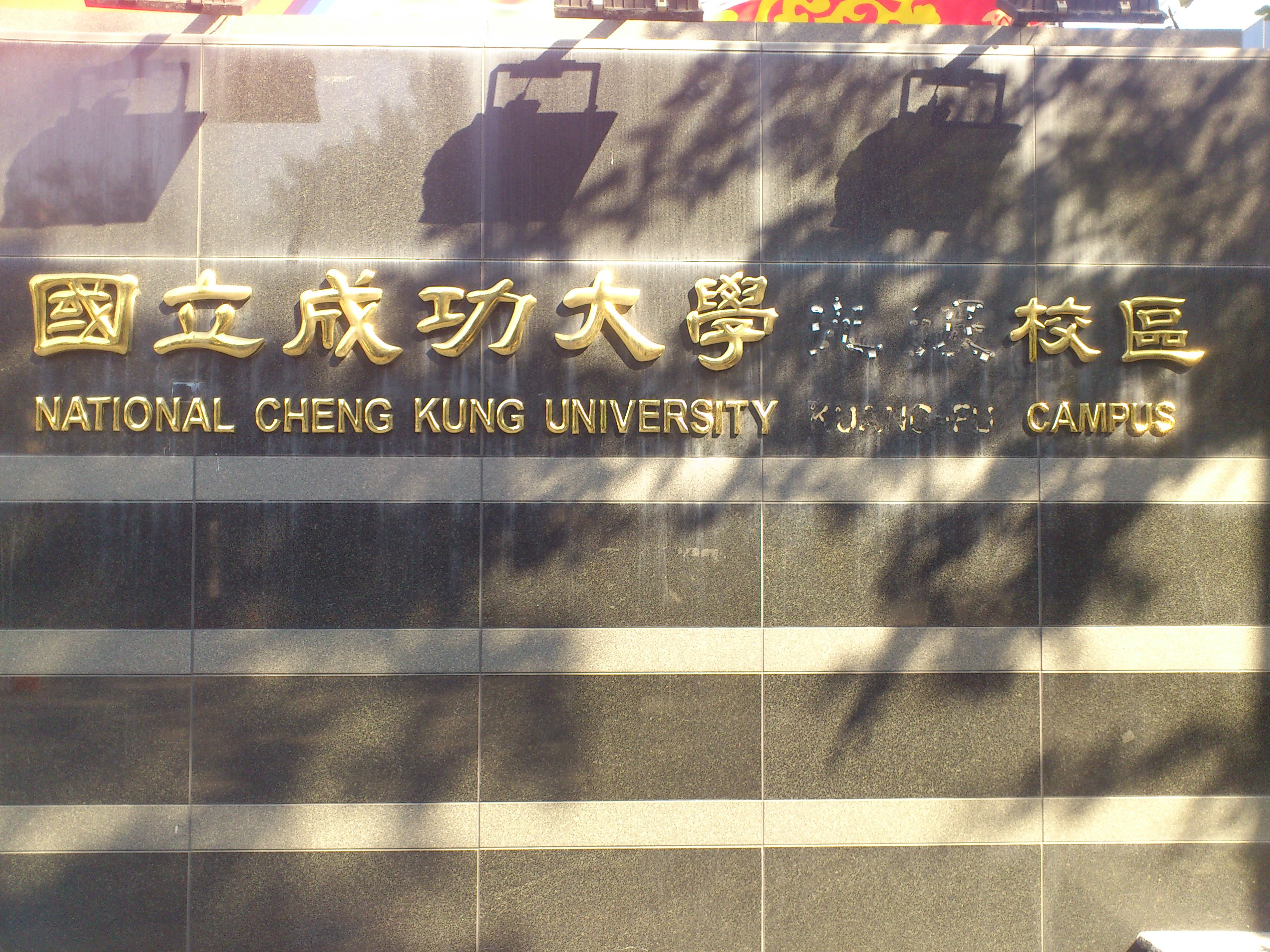
出於對校方在此事件中立場之抗議，國立成功大學光復校區正門上「光復」二字之中英文遭拆除。

1月8日，匿名學生團體Triple Hunag在臉書上發出訊息，指稱他們為了落實校長政治中立的看法，把光復校區名牌中的「光復」二字挖除以抗議成大校長雙重標準。成大校方認為這是破壞公物而報警追查。同時，成功大學758次主管會報中，提出多元廣場、成大廣場，以及丁肇中廣場、吳京廣場等名稱，在各處室主管與教授代表充分討論之後，決議只將命名活動最高票的『南榕』，送交1月15日校務會議討論。
1月15日，成功大學校務會議中，討論是否採用南榕廣場名稱，政治系學生周孟涵與法律系學生邱鈺萍擔任學生代表，出席發表意見。最後由材料系林光隆教授臨時提出修正案，建議直接取消廣場命名一事，根據現場表決結果，100票中有70票同意，21票反對，決議取消命名。

## 各方意見

### 支持命名
- 法律系學生邱鈺萍認為，學校不應預設立場，預設「南榕」是政治名詞，才是政治不中立的表現。
- 政治系學生周孟涵表示，以南榕命名，除了可以代表人在結構之下的英勇行為，更可以讓成大成為全台第一間，學生為空間命名的大學。成大教授在校務會議中，摻雜了自己過多的歷史解釋與政治立場，以致於忽略尊重學生對校園民主與程序正義的聲音。
- 醫學系學生廖偉翔認為，此次投票包括全校師生，希望學校尊重民主[8]。
- 工科系教授李輝煌認為，校方應尊重學生票選結果，否則將形成反教育，讓學生喪失對公眾事務的熱情與關心。命名為南榕廣場可以代表百分之百的言論自由。[9]
- 醫學院教授謝奇璋認為，教授的發言中有政治衝突、藍綠衝突或統獨衝突等看法，但學生並沒有這些意識型態。他認為這是教授與學生間的世代衝突。
- 歷史系教授王健文認為，學校處理程序有很大問題，因此他在一個月後改變態度，支持尊重學生票選結果。但認為學生提出的命名理由中包含「警方火攻雜誌社」造成鄭南榕自焚，這個理由不符史實應該糾正。
- 王丹在臉書上發言，評論某位政治系教授的發言為教導學生「政治不要介入學術」，又質疑歷史系教授對鄭南榕的歷史詮釋，希望成大校方接受學生票選結果。[10][11][12]
- 彰化高中台灣文學研究社致信成大，以彰中在當時政治敏感的氣氛下校方仍尊重票選結果，為新館命名雨賢館（紀念音樂家鄧雨賢）成為高中建築中首座以台灣人物命名一事，諷刺成大校方。[13][14][15]
- 宜蘭縣長林聰賢認為成大歷史系教授王文霞指稱自焚身亡的鄭南榕是「伊斯蘭自殺炸彈客」，類比不當。林聰賢希望被成大否決的「南榕廣場」能在他的故鄉宜蘭設置，以紀念他追求自由的精神。[16][17][18][19]

### 反對命名
- 成大校長黃煌煇表示，舉辦活動只是為了凝聚學生向心力，從來沒有說票選名稱就是最終名稱。這個名稱有政治色彩，不應用於命名[註 1]。
- 水利系教授高家俊（新黨全國委員會委員，1996-2012年至少5次代表新黨參選市長、國大代表、立法委員均未當選[20][21][22][23][24]）稱鄭南榕以言論自由、政治民主為手段，其實追求的是台灣獨立。高家俊質疑學生在命名理念中，沒有提到台灣獨立一事，只用感性來爭取支持；指控學生動用政治勢力，把校長叫到與自己無緣的立法院去罰站，要求學生也向校長道歉。
- 政治系教授莊輝濤認為，成大不要介入「統」、「獨」的政治衝突之中。並援引台灣公投法，表示對事的投票要經過絕對多數。
- 歷史系教授王文霞提及鄭南榕以自焚抗議，如同伊斯蘭教極端份子，違反民主精神，不尊重自己或別人的生命，是如同恐怖份子的作為[25]。王文霞此番言論一出，引發強烈反彈，隨後，她發布聲明表示，她沒說鄭南榕是恐怖份子，對伊斯蘭炸彈客的比喻，是指面對生命挑戰的回應方式，不是指鄭南褣是炸彈客[26]，並對她發言傷害鄭南榕的家人葉菊蘭、鄭竹梅致歉[27]。
- 電機系教授梁從主譴責學生尋找校外政治勢力對校長施加壓力，要求學生尊重教授及校方的多數決議。

## 後續
2014年1月15日深夜，因當天校務會議決議取消命名，成功大學畢業校友李盈叡對此不滿，徒手拆除光復校區名牌中的英文字「KUANG-FU」，被校方發現後，送交警方並對其提出毀損告訴。6月24日臺灣臺南地方法院一審宣判，認為此行為未造成字體損壞，且經黏貼後即可恢復原有功能，回復成本極低，因此不構成毀損罪，且被告李盈叡以拆除來作為抗議行為，屬於應受保障的監督公共事務之言論自由，所以判處李盈叡無罪。
1月19日，校方發現成大中正堂標示牌的「正」字被拆，報警處理。
4月7日，成大零貳社自行訂做印有「南榕廣場」字樣及鄭南榕照片的立牌，綁在大學路的號誌燈柱上，並自行舉辦揭牌儀式。4月9日，成大總務處拆除了這個立牌。